# Pentathemis membranulata
Pentathemis membranulata là loài chuồn chuồn trong họ Corduliidae. Loài này được Karsch mô tả khoa học đầu tiên năm 1890.